# Cyclaneusma niveum
Cyclaneusma niveum är en svampart som först beskrevs av Christiaan Hendrik Persoon, och fick sitt nu gällande namn av DiCosmo, Peredo & Minter 1983. Cyclaneusma niveum ingår i släktet Cyclaneusma, klassen Leotiomycetes, divisionen sporsäcksvampar och riket svampar.   Inga underarter finns listade i Catalogue of Life.